# Somow-Gletscher
Der Somow-Gletscher (russisch Ледник Сомова Lednik Somowa) ist ein Gletscher im Wohlthatmassiv des ostantarktischen Königin-Maud-Lands. Er fließt an der Südwestflanke des Vitnesteinen auf der Westseite der Östlichen Petermannkette.
Russische Wissenschaftler benannten ihn. Der Namensgeber ist nicht überliefert.